# Тигрова акула (фільм)
«Тигрова акула» (англ. Tiger Shark) — американська романтична мелодрама режисера Говарда Гоукса, яка вийшла у 1932 році.

## Сюжет
Дружина Майка, однорукого рибалки, потрапляє до чоловіка, якого він врятував, втративши руку.

## У ролях
- Едвард Ґ. Робінсон — Майк Маскаренхас
- Річард Арлен — Пайпз Болі
- Зіта Йоганн — Кіта Сільва
- Лейла Бенетт — перукар Маггсі
- Дж. Керрол Неш — Тоні
- Тосія Морі — перукарка
- Вільям Ріккарді — Мануель Сільва
- Моріс Блек — Жан Фернандес
- Едвін Максвелл — лікар